# تشکیلات امنیت ارتباطات
تشکیلات امنیت ارتباطات (به انگلیسی: Communications Security Establishment) با سرواژه انگلیسی CSE (به فرانسوی: Centre de la sécurité des télécommunications) با سرواژه فرانسوی CST و نام رسمی تشکیلات امنیت ارتباطات کانادا (به انگلیسی: Communications Security Establishment Canada) با سرواژه انگلیسی CSEC سازمان ملی رمزنگاری دولت کانادا و زیرمجموعه وزارت دفاع ملی کانادا است. کار تشکیلات امنیت ارتباطات، شنود الکترونیک اطلاعات خارجی و حفاظت از شبکه‌های ارتباطی و اطلاعات الکترونیک دولت کانادا است. تشکیلات امنیت ارتباطات از طریق معاون خود، رئیس تشکیلات امنیت ارتباطات، به وزارت دفاع ملی کانادا پاسخ می‌دهد و به دنبال آن، وزیر دفاع ملی کانادا به دولت نخست‌وزیر و مجلس کانادا پاسخگو است. تشکیلات امنیت ارتباطات به تازگی، ستاد و پردیسی به بزرگی ۳۴ هکتار (۸۴ جریب فرنگی) ساخته‌است. مساحت کل ستادهای تازه تشکیلات امنیت ارتباطات، کمی بیش از ۱۱۰٬۰۰۰ متر مربع (۱٬۲۰۰٬۰۰۰ فوت مربع) و در نزدیکی سازمان اطلاعات امنیت کانادا است.

## تاریخچه

### آغاز
تشکیلات امنیت ارتباطات در سال ۱۹۴۶ (میلادی) با نام «شاخه ارتباطات شورای پژوهش ملی کانادا» بنیان‌گذاری شد و در سال ۱۹۷۵ (میلادی) با دستور شورا به وزارت دفاع ملی کانادا منتقل شد. این موضوع در سال ۱۹۷۴ (میلادی) در یک مستند سی‌بی‌سی تله‌ویژن با نام «دسته پنجم: تشکیلات جاسوسی» فاش شد. ریشه تشکیلات امنیت ارتباطات را می‌توان در جنگ جهانی دوم یافت که یک سازمان غیرنظامی بر روی ارتباطات الکترونیک خارجی شنود شده کار می‌کرد. بیشتر این ارتباطات از ایستگاه سپاه سلطنتی سیگنال‌های کانادا در فرودگاه راک‌کلیف اتاوا گردآوری می‌شدند. تشکیلات امنیت ارتباطات با ایستگاه نیروهای کانادا در لیتریم در جنوب اتاوا نیز همکاری می‌کرد که قدیمی‌ترین ایستگاه عملیات گردآوری اطلاعات الکترونیک برای شنود الکترونیک است. سپاه سلطنتی سیگنال‌های کانادا در ۱۹۴۱ (میلادی) «ایستگاه بی‌سیم ویژه ۱» را بنیان‌گذاری کرد که در ۱۹۴۹ (میلادی) به «ایستگاه بی‌سیم اتاوا» تغییر نام داد. ایستگاه نیروهای کانادا در لیتریم نام امروزی خود را هنگامی بدست آورد که سامانه رادیویی تکمیلی در ۱۹۶۶ (میلادی) آغاز به کار کرد. در ۱۹۴۶ (میلادی) ۷۵ نفر در ایستگاه نیروهای کانادا در لیتریم کار می‌کردند. در سال‌های ۲۰۱۳–۲۰۱۴ شمار این کارکنان، نزدیک به ۲۰۰۰ نفر بود. این ایستگاه در هنگام جنگ جهانی دوم به شکل موفقت‌آمیزی سیگنال‌های خارجی را رمزگشایی، برگردان، و واکاوی کرده و آن اطلاعات خام را به گزارش‌های اطلاعاتی مفید تبدیل کرد.

### افشا
وجود تشکیلات امنیت ارتباطات و اطلاعات گردآوری و همرسانی کرده آن برای ۳۴ سال، پنهان بود تا اینکه در ۹ ژانویه ۱۹۷۴ در یک مستند سی‌بی‌سی تله‌ویژن با نام «دسته پنجم: تشکیلات جاسوسی» فاش شد و نتیجه آن، اعتراض مجلس عوام کانادا و اعتراف دولت کانادا به وجود این سازمان بود. امروزه وجود تشکیلات امنیت ارتباطات برای همه، آشکار است. این سازمان، چندین ساختمان در اتاوا دارد که شامل ساختمان پرآوازه ادوارد دریک و دیگر ساختمان نزدیک به آن به نام ساختمان سر لئونارد تیلی می‌شود.

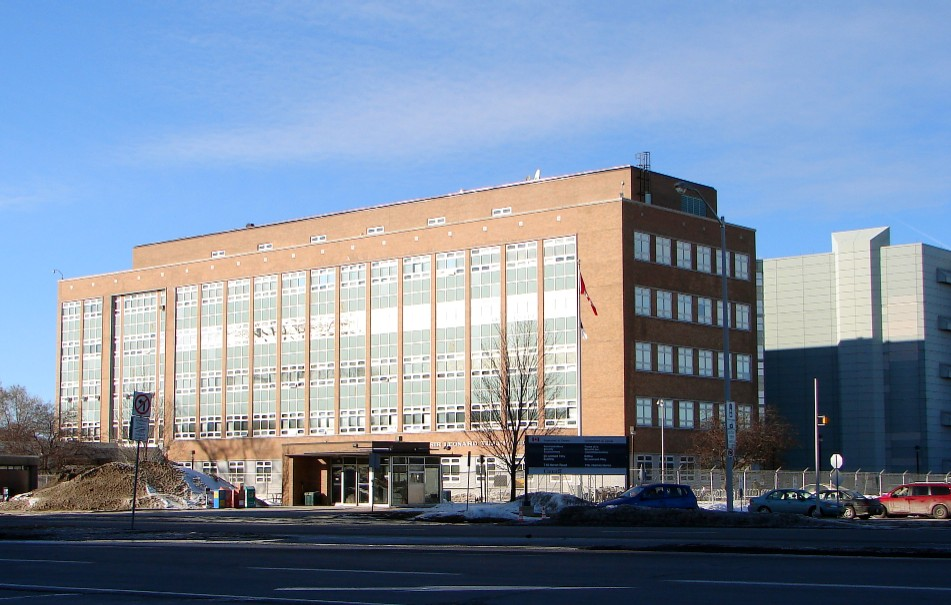
ساختمان سر لئونارد تیلی ستاد پیشین شکیلات امنیت ارتباطات

### جنگ سرد
در هنگام جنگ سرد، پایه‌ای‌ترین مسئولیت تشکیلات امنیت ارتباطات، تأمین داده شنود الکترونیک شده برای وزارت دفاع ملی کانادا در مورد عملیات نظامی اتحاد جماهیر شوروی سوسیالیستی بود. از آن هنگام، وظیفه تشکیلات امنیت ارتباطات تغییر کرده و امروز پایه‌ای‌ترین منبع داده شنود الکترونیک شده در کانادا است. همچنین تشکیلات امنیت ارتباطات، کار مشاوره فنی و راهنمایی و خدمات به دولت کانادا را انجام می‌دهد تا امنیت اطلاعات و زیرساخت‌های اطلاعاتی دولت کانادا را تأمین کند.

### مرکز امنیت سامانه
تشکیلات امنیت ارتباطات، «مرکز امنیت سامانه کانادا» را در سال ۱۹۸۸ (میلادی) راه‌اندازی کرد تا به همراه دیگر آرمان‌های خود، استاندارد امنیت رایانه‌ای را برای کانادا تعریف کند. این کار به انتشار «سنجه ارزیابی محصولات رایانه‌ای قابل اعتماد کانادا» انجامید.

### نام‌گذاری
در اوایل سال ۲۰۰۸ (میلادی) همگام با برنامه هویت فدرال که همه سازمان‌های فدرال را ملزم به آوردن «کانادا» در نام خود می‌کرد تشکیلات امنیت ارتباطات، نام کاربردی «تشکیلات امنیت ارتباطات کانادا» را پذیرفت. تشکیلات امنیت ارتباطات از میانه سال ۲۰۱۴ (میلادی) تاکنون در وبگاه و بیانیه‌های رسمی خود از نام قانونی «تشکیلات امنیت ارتباطات» Communications Security Establishment و سرواژه CSE استفاده کرده‌است.

### واحد آزمایش
واحد آزمایش در ژوئن ۱۹۴۱ به عنوان شاخه‌ای از شورای ملی پژوهش کانادا آغاز به کار کرد. در آن هنگام ایستگاه اصلی واحد آزمایش، خانه‌ای در نزدیکی خانه لوریر، خانه رسمی نخست‌وزیر کانادا در خیابان لوریر محله سندی هیل، اتاوا بود. واحد آزمایش، این خانه را برای این انتخاب کرد که گمان می‌کرد شک دشمنان را برنمی‌انگیزد. وظیفه پایه‌ای واحد آزمایش، رهگیری ارتباطات فرانسه ویشی و آلمان نازی بود. با پیوستن امپراتوری ژاپن به نیروهای محور جنگ جهانی دوم، شنود الکترونیک و رمزگشایی پیام‌های ژاپنی‌ها نیز به وظیفه این سازمان، افزوده شد. برآورد می‌شود که واحد آزمایش، ۴۵ کارمند داشته‌است.
در سپتامبر ۱۹۴۵ رئیس‌جمهور ایالات متحده آمریکا هری ترومن اعلام کرد که شنود الکترونیک در دوران صلح پس از جنگ، حیاتی است. مقام‌های کانادایی نیز در دسامبر همان سال به همان نتیجه رسیدند. برای همین، «واحد آزمایش» به «شاخه ارتباطات»، تغییر نام داد.

## نشان
با اینکه تشکیلات امنیت ارتباطات از شناسه‌های عمومی برنامه هویت فدرال استفاده می‌کند اما یکی از چندین سازمان و واحد فدرال است (در اصل، آنهایی که کارکرد تنظیم مقررات، برقراری امنیت، یا اجرای قانون دارند) که از نشان داده شده از سوی اداره هرالدیک کانادا برخوردار است. این نشان در سال ۱۹۹۴ (میلادی) به تشکیلات امنیت ارتباطات داده شد درحالیکه پرچم سه‌گوش تشکیلات امنیت ارتباطات در سال ۱۹۹۶ (میلادی) برافراشته شد تا پنجاهمین سالگرد بنیان‌گذاری آنرا نشان دهد.
از دهه ۱۹۹۰ (میلادی) تا میانه دهه ۲۰۰۰ (میلادی) برنامه امنیت فناوری اطلاعات تشکیلات امنیت ارتباطات از یک نشان‌واره برای نشانه‌گذاری تولیدات و نشریات خود استفاده می‌کرد. مثلث، نشانه تهدید و کمان، نشانه محافظت بود.

نشان‌واره پیشین برنامه امنیت فناوری اطلاعات مثلث، نشانه تهدید و کمان، نشانه محافظت است.

## نقش
تشکیلات امنیت ارتباطات، سازمان یکتایی در جامعه اطلاعاتی کانادا است و رمزنگاران و رمزگشایانی را به کار می‌گیرد که امنیت فناوری اطلاعات و خدمات شنود الکترونیک خارجی را برای دولت کانادا فراهم کند. همچنین تشکیلات امنیت ارتباطات به پلیس سواره‌نظام سلطنتی کانادا و سازمان‌های اطلاعاتی و اجرای قانون فدرال کانادا از جمله، سازمان خدمات مرزی کانادا و سازمان امنیت ترابری هوایی کانادا دستیاری فنی و عملیاتی می‌دهد.

### شنود الکترونیک
برنامه شنود الکترونیک تشکیلات امنیت ارتباطات، اطلاعاتی را تولید می‌کند که به نیازهای دولت کانادا پاسخ می‌دهد. در ایستگاه نیروهای کانادا در لیتریم که مجتمع نظامی پایه‌ای شنود الکترونیک در جنوبی‌ترین جای اتاوا است تشکیلات امنیت ارتباطات، اطلاعات خارجی را گردآوری می‌کند که دولت کانادا می‌تواند از آن برای هشدارهای راهبردی، تدوین سیاست، تصمیم‌گیری در زمینه‌های دفاعی و امنیت ملی، و ارزیابی روزانه توانایی‌ها و اهداف کشورهای خارجی استفاده کند. ایستگاه لیتریم، متخصص رهگیری ارتباطات سفارت‌ها در اتاوا است. دیگر مجتمع‌های نظامی شنود الکترونیک در: پایگاه نیروهای کانادا در گندر، در آبخوست نیوفاندلند با بخش جداشده‌ای از ایستگاه لیتریم، ایستگاه نیروهای کانادا در مست، بریتیش کلمبیا (که از راه دور از ایستگاه نیروهای کانادا در لیتریم کنترل می‌شود)، و ایستگاه نیروهای کانادا در آلرت، نوناووت هستند.

### همکاری
تشکیلات امنیت ارتباطات برای تقسیم کار گردآوری اطلاعات و عملکرد اطلاعاتی خود به نزدیک‌ترین متحدان اطلاعاتی خود در بریتانیا، ایالات متحده آمریکا، استرالیا، و نیوزیلند وابسته است. کانادا یک ذی‌نفع و شریک مهم در تلاش مشترک برای گردآوری و گزارش اطلاعات خارجی است.

### نخستینگی‌ها
در هنگام جنگ سرد، کارفرمای پایه‌ای تشکیلات امنیت ارتباطات برای شنود الکترونیک، وزارت امنیت ملی کانادا و تمرکز پایه‌ای آن عملیات نظامی شوروی بود. پس از پایان جنگ سرد، نیازمندی‌های دولت کانادا تغییر کرده و طیف گسترده‌ای از مسائل سیاسی، امنیتی، دفاعی، مورد نظر دولت کانادا بوده‌اند.
همچنان که این مسائل، نخستینگی‌های اطلاعاتی کلیدی برای تصمیم‌گیران در دولت کانادا مانده‌اند افزایش تمرکز بر حفاظت از ایمنی شهروندان کانادا، توجه به مسائل فراملی مانند تروریسم را بیشتر می‌کند.

### تجهیزات رمزگشایی
در دهه‌های ۱۹۶۰ و ۱۹۷۰ توانایی رمزگشایی تشکیلات امنیت ارتباطات تا اندازه زیادی کاهش یافت. اما با دستیابی به ابررایانه (اصلاح‌شده) X-MP/11 شرکت Cray که در مارس ۱۹۸۵ به ساختمان سر لئونارد تیلی تحویل داده شد و استخدام تحلیل‌گران رمزگشایی، توانایی رمزگشایی این سازمان افزایش یافت. در آن هنگام X-MP/11 پیشرفته‌ترین رایانه در کانادا بود. در اوایل دهه ۱۹۹۰ تشکیلات امنیت ارتباطات، ابررایانه FPS 522-EA شرکت فلوتینگ پوینت سیستمز را به قیمت ۱٬۶۲۰٬۳۷۱ دلار خرید. این دستگاه پس از آنکه شرکت کری، شرکت فلوتینگ پوینت سیستمز را در دسامبر ۱۹۹۱ خرید به اَبَرسرور Cray S-MP ارتقاء یافت که از سیستم‌عامل فولکلور ساخت آژانس امنیت ملی آمریکا استفاده می‌کرد. امروزه دیگر از این رایانه‌ها استفاده نمی‌شود.
دربارهٔ گونه رایانه‌هایی که تشکیلات امنیت ارتباطات از آن هنگام استفاده می‌کرده، دانش کمی وجود دارد. البته باید دانست که از آن هنگام، شرکت کرِی (Cray) در آمریکا ابررایانه‌های زیادی ساخته و ممکن است تشکیلات امنیت ارتباطات از برخی از آنها استفاده کرده باشد.

### امنیت فناوری اطلاعات
برنامه امنیت فناوری اطلاعات تشکیلات امنیت ارتباطات با نام پیشین «امنیت ارتباطات» بر پایه نیاز به حفاظت از اطلاعات حساس جابجاشده، بین بسیاری از سازمان‌های دولتی آغاز شد. مهمترین این سازمان‌ها امور جهانی کانادا (وزارت امور خارجه کانادا)، سازمان خدمات مرزی کانادا، وزارت دفاع ملی کانادا، و پلیس سواره‌نظام سلطنتی کانادا هستند.
در ژوئن ۲۰۱۸ وزیر گودِیل، اسکات جونز را به سِمَت ریاست سازمان تازه مرکز کانادایی امنیت سایبری گماشت که زیرمجموعه تشکیلات امنیت ارتباطات است. عناصر دیگر سازمان‌های دولتی در این مرکز، کنار هم آمدند که در جمع ۷۵۰ کارمند دارد.

## وضعیت حقوقی

### وظیفه قانونی
در دسامبر ۲۰۰۱ دولت کانادا قانون ضدتروریسم کانادا (استناد شماره ۳۶) را تصویب کرد. این مصوبه، بخش‌هایی از لایحه دفاع ملی را اصلاح کرد و وظیفه سه‌گانه تشکیلات امنیت ارتباطات را به رسمیت شناخت:
- بدست آوردن و استفاده از اطلاعات از زیرساخت‌های اطلاعات جهانی با هدف تأمین اطلاعات خارجی بر پایه نخستینگی‌های اطلاعاتی دولت کانادا
- ارائه پیشنهاد، راهنمایی، و خدمات برای کمک به اطمینان از حفاظت از اطلاعات الکترونیک و زیرساخت‌های اطلاعاتی مهم برای دولت کانادا
- دستیاری فنی و عملیاتی به سازمان‌های امنیتی و فدرال اجرای قانون در اجرای وظایف قانونی آنها

همچنین قانون ضدتروریسم کانادا با فراهم‌آوری اختیارات لازم برای تشکیلات امنیت ارتباطات برای انجام وظایف خود، دست آن سازمان را برای مشارکت در جنگ با تروریسم باز کرد.
بر پایه قانون، تشکیلات امنیت ارتباطات، اجازه رهگیری ارتباطات درون کشور را ندارد. هنگام رهگیری یک ارتباط بین درون و بیرون کشور، اطلاعات طرف ارتباط دورن کشور، یا نابود می‌شود یا نادیده گرفته می‌شود. اما پس از حملات ۱۱ سپتامبر، قدرت تشکیلات امنیت ارتباطات به رهگیری کامل هر دو سوی ارتباطات بین درون و بیرون از کانادا افزایش یافت. این رهگیری در صورتی انجام می‌شود که دستکم یک سوی ارتباط، بیرون از کانادا باشد و وزیر مربوطه، اجازه رهگیری را برای آن پرونده و هدف خاص، صادر کرده باشد. تشکیلات امنیت ارتباطات با قوانینی چون قانون کیفری کانادا، منشور حقوق و آزادی کانادا، و قانون حریم شخصی، محدود شده‌است.

### بازرسی
به عنوان بخشی از لایحه امنیت ملی همه‌سویه (لایحه امنیت ملی ۲۰۱۷) که در سال ۲۰۱۹ (میلادی) تصویب شد بازرسی از کارهای تشکیلات امنیت ارتباطات بر عهده سازمان تازه‌بنیان سازمان بازبینی اطلاعات و امنیت ملی است. رئیس سازمان بازبینی اطلاعات و امنیت ملی از سوی فرماندار کل کانادا برگزیده می‌شود و به شکایت‌های همه سازمان‌های امنیت ملی رسیدگی می‌کند. با تأسیس سازمان بازبینی اطلاعات و امنیت ملی، سازمان پیشین آن به نام «دفتر کمیسیونر تشکیلات امنیت ارتباطات» برچیده شد.
به علاوه، پست تازه «کمیسیونر اطلاعات کانادا» تأسیس شد که بر همه کارهای اطلاعاتی و امنیت ملی دولت کانادا از جمله تشکیلات امنیت ارتباطات نظارت می‌کند. کمیسیونر اطلاعات، گزارش سالانه‌ای را به نخست‌وزیر کانادا ارائه می‌کند که دفتر نخست‌وزیری باید آنرا پس از حذف اطلاعات طبقه‌بندی‌شده و محرمانه به مجلس کانادا بفرستد. کمیسیونر، حق دریافت همه گزارش‌های تهیه شده از سوی سازمان بازبینی اطلاعات و امنیت ملی را دارد. در ۱۸ ژوئیه ۲۰۱۹ کمیسیونر پیشین تشکیلات امنیت ارتباطات، ژان-پی‌یِر پلوف به عنوان کمیساریای اطلاعات، برگزیده شد.

### داده ارتباطی
در مجموعه گزارش‌های کمیته مجلس سنای کانادا در امور دفاعی و امنیت ملی، آمده که رئیس تشکیلات امنیت ارتباطات، جان آدامز درحالیکه پیشنهاد می‌داد که قانون رهگیری اطلاعات «پاکت نامه‌ها» کامل نیست اشاره کرد که تشکیلات امنیت ارتباطات، داده ارتباطی را گردآوری می‌کند.

## ساختمان‌های تازه
پس از حملات ۱۱ سپتامبر با افزایش سریع شمار کارکنان تشکیلات امنیت ارتباطات، این سازمان، ساخت ساختمان‌های تازه را آغاز کرد. ساختمان تازه‌ای به ارزش ۱/۲ میلیارد دلار کانادا و مساحت ۷۲٬۰۰۰ مترمربع در بخش خاوری اتاوا و در کناره باختری ساختمان ستاد سازمان اطلاعات امنیت کانادا ساخته شد. ساخت این ساختمان در اوایل سال ۲۰۱۱ (میلادی) آغاز شد و در سال ۲۰۱۵ (میلادی) پایان یافت. طراحی‌ها وجود راه رفت‌وآمد امن بین دو ساختمان برای کارکنان را نشان می‌دهند.

## اشلون
بر پایه توافق یوکوسا (توافق یوکِی‌یواِس‌اِی) تشکیلات امنیت ارتباطات، اطلاعات خود را با آژانس امنیت ملی ایالت متحده آمریکا، ستاد ارتباطات دولت بریتانیا، اداره سیگنال‌های استرالیا، و دفتر امنیت ارتباطات حکومت نیوزیلند همرسانی می‌کند. همراه با این همرسانی، به نظر می‌آید که این سازمان‌های اطلاعاتی، سامانه اشلون را پدید بیاورند. این سامانه، مشکوک است که توانایی نظارت بر بخش بزرگی از داده‌های ترافیک اینترنت، دورنگار، و تماس‌های تلفنی شهروندان جهان را داشته باشد. گزارش شده که داده شنود شده یا «دیکشنری‌ها» از طریق گروهی از رایانه‌های پرقدرت به نام «پِلَتفُرم» [به معنی «سَکو»] به هم پیوند داده می‌شوند.

## جنجال‌ها
- در سال ۱۹۹۴ (میلادی) یکی از کارکنان پیشین تشکیلات امنیت ارتباطات به نام مایک فراست در کتاب خود به نام جهان جاسوسی (به انگلیسی: Spyworld) ادعا کرد که تشکیلات امنیت ارتباطات، مارگارت ترودو را زیر نظر داشته تا بداند که آیا او ماری‌جوآنا مصرف می‌کند. همچنین دو نفر از وزرای مخالف کابینه مارگارت تاچر را به نیابت از سازمان‌های اطلاعاتی بریتانیا شنود می‌کرده‌است.[۲۱]
- در ۱۹۹۶ (میلادی) پیشنهاد شد که تشکیلات امنیت ارتباطات، همه ارتباطات بین ستادهای دفاع ملی کانادا و سومالی را زیر نظر داشته و در پرونده رسوایی نظامی سومالی، جلوی درز اطلاعات مربوط به کشتن ۲ شهروند غیرمسلح سومالیایی بدست سربازان کانادایی را گرفته‌است.[۲۲]
- در سال ۲۰۰۶ (میلادی) برنامه در کنار شما کانال CFCF-DT در یک مستند سه قسمتی دربارهٔ تشکیلات امنیت ارتباطات، آنرا «مخفی‌ترین سازمان جاسوسی کانادا» نامید و گفت «امروز این سازمان فوق محرمانه، خیلی قدرتمند شده‌است» و بر تماس‌های تلفنی، ایمیل، گروه‌های چت، ارتباطات ماهواره‌ای، بی‌سیم، و ریزموج نظارت می‌کند.[۲۳]
- در ۳ مه ۲۰۰۷ نایب‌الحکومه انتاریو، جیمز بارتلمان در جریان بازرسی پرونده پرواز شماره ۱۸۲ خطوط هوایی هند شهادت داد که در ۲۲ ژوئن ۱۹۸۵ (یک روز پیش از رویداد تروریستی) هشدار رهگیری تشکیلات امنیت ارتباطات در اینباره را دیده‌است. پس از آن دو کارمند پیشین تشکیلات امنیت ارتباطات، شهادت دادند که چنین گزارشی هرگز ارائه نشده‌است.[۲۴]
- در سال ۲۰۱۳ (میلادی) ائتلافی از انجمن‌های آزادی مدنی، کارزاری را علیه نبود شفافیت دولت دربارهٔ تشکیلات امنیت ارتباطات به راه انداختند و خواستار ارائه اطلاعات بیشتر دربارهٔ ادعاهای نظارت بر مردم کانادا شدند.[۲۵]
- با افشای هزینه ساخت ساختمان تازه در اوتاوا انتقاد مردم هم بیشتر شد. این پروژه با هزینه ۱/۲ میلیارد دلار کانادا پرهزینه‌ترین ساختمان تاریخ این کشور است.[۲۶]
- در سال ۲۰۱۴ یک پرونده فوق محرمانه ارائه افشا شده با نام «تحلیل پروفایل نشانی آی‌پی و اثرات ماموریت» تجربیات ردگیری تلفن همراه مسافرانی را که از فرودگاه بین‌المللی پیرسون تورنتو استفاده کرده بودند جمع‌بندی می‌کرد.[۲۷] منتقدان بحث کردند که این کار، تهاجم است و همه [و نه بزهکاران] را هدف می‌گیرد. اما تشکیلات امنیت ارتباطات اعلام کرد که این کار، با همه قوانین و وظایف آن سازمان، سازگار است.
- در سال ۲۰۱۶ (میلادی) کمیسیونر تشکیلات امنیت ارتباطات دریافت که یکی از کارهای آن سازمان در رابطه با فراداده، با قانون، سازگار نیست. به ویژه که تشکیلات امنیت ارتباطات پیش از فرستادن اطلاعات به سازمان‌های خارجی، در کمینه‌سازی درست اطلاعات هویتی برخی شهروندان کانادایی کم‌کاری کرده‌است و این کار با بخش‌هایی از لایحه امنیت ملی و لایحه حریم شخصی، سازگار نیست.[۲۸]

### تصویر رسانه‌ای
در فصل هفتم مجموعه تلویزیونی همسر خوب، آژانس امنیت ملی و تشکیلات امنیت ارتباطات بر تماس‌های تلفنی مردم نظارت می‌کنند و با رخنه به دستگاه‌های ضبط تلفن‌های همراه، به گفتگوهای شخصی آنها گوش دهند. یکی از شاکیان، تشکیلات امنیت ارتباطات را نسخه کانادایی آژانس امنیت ملی آمریکا می‌داند.